# 趙增熹
趙增熹（英語：Chiu Tsang Hei，1967年3月7日—），香港音樂製作人，主要從事香港流行歌曲幕後工作，包括唱片監製、編曲、作曲、演唱會音樂總監、電影配樂等。多年來替張國榮、梅艷芳、張學友、林憶蓮、李玟、劉德華、李克勤等製作過不少經典金曲、專輯、演唱會。他亦是香港城市管弦樂團及社企「大台主」之創立人，香港管弦樂團之客席指揮。

## 背景
趙增熹就讀於香港名校聖若瑟小學及聖若瑟書院。六歲開始學習鋼琴，自小熱愛古典音樂，夢想是成為指揮家。他亦是校內口風琴隊成員，經常參加校際音樂節比賽，多次獲得冠軍。至中四時才開始接觸流行音樂，熱衷於夾 Band、開辦聯校音樂會。考獲英國皇家音樂學院第八級樂理證書。中學會考取得2A(A.Maths及生物)1B3C的不錯成績原校升講中六，可惜由於過分沈迷舉辦聯校音樂會，A-Level 成績未能為他考上香港大學音樂系。
1986年為參加新秀歌唱比賽的朋友鋼琴伴奏，在試音時得到黎小田賞識，獲邀加入華星唱片公司出任製作助理。入職不到一年時間，19歲的他已獲得編曲的機會，首支編曲作品為張國榮其後奪得勁歌金曲頒獎典禮金曲金獎的《有誰共鳴》。此後繼續為梅艷芳、呂方、杜德偉等作品擔任編曲，並開始作曲工作。
張國榮離開華星時，曾詢問趙增熹是否有興趣轉做他的助手，但他婉拒了，理由是他想繼續跟隨黎小田學做音樂。
1989年，趙增熹跟隨恩師黎小田離開華星，加入黎氏創立的世紀唱片，開始監製工作，首批監製的歌手為李建達、麥潔文。
1991年，趙以自由身身份加入許愿旗下的星工廠，與許愿創立星音樂及共同製作了多張專輯，其中包括林憶蓮之《野花》、《不如重新開始》，後者主打歌《不如重新開始》更為趙奪得了第十六屆十大中文金曲「最佳編曲獎」。
和音配唱亦是趙增熹早期的另一個身份，曾在梅艷芳、張國榮、張學友等歌手的專輯及演唱會上擔任和音，更與林憶蓮、倫永亮以「林永熹詩歌班」名義，為林、倫及梁漢文的歌曲合唱和音。
當中有不少是張學友、陳慧嫻的作品，包括《祇想一生跟你走》、《一千個傷心的理由》、《我等到花兒也謝了》、《紅茶館》、《飄雪》。
1994年憑電影《金枝玉葉》，首次入圍香港電影金像獎最佳原創電影音樂。
1997年，張學友的金牌監製歐丁玉，邀請趙增熹擔任由張學友主演的音樂劇《雪狼湖》的指揮。此音樂劇非常成功，在香港連開四十二場，成為全城焦點，亦打破了香港歷史的演出記錄，至今仍舊是香港演出場次的記錄保持者。
同年，趙增熹憑《甜蜜蜜》、《嫲嫲帆帆》及《色情男女》同時獲提名1996年度香港電影金像獎最佳原創電影音樂，最後以《甜蜜蜜》奪得此獎項而聲明大噪。那年趙增熹三十歲，巧合地應驗了十年前張國榮曾說趙「三十歲必定會做出成績」的預言。
此後趙增熹繼續憑多部電影配樂獲提名香港電影金像獎及台灣金馬獎，包括《玻璃之城》、《安娜瑪德蓮娜》、《千言萬語》及 2021年的《梅艷芳》。
在梅艷芳、黎明等演唱會上擔任過和音及琴手後，90年代中期，趙增熹開始擔任演唱會音樂總監，歌手包括王菲、李克勤、葉蒨文、陳慧嫻、鄭秀文、陳慧琳、容祖兒等，當中由1996年開始擔任劉德華之音樂總監至今已超過25年。
2000年起為李克勤監製一系列《演奏廰》為主題的演唱會及專輯，
2005年起，的趙增熹獲邀出任香港管弦樂團每年舉辦的「港樂流行音樂會」系列的音樂總監及音樂顧問，更多次擔任管弦樂團的指揮，包括2014年和香港管弦樂團合作的《廸士尼90周年音樂會》、2015年與日本殿堂級歌手玉置浩二合作的《Koji Tamaki Premium Symphonic Concert》、以及2021年與傳承愛樂合作的音樂會《光影回憶：電影中的美麗與哀愁》等等。
2012年開始，趙增熹為香港旅遊發展局重點節目《除夕倒數詠香江煙花匯演》、《除夕倒數煙火音樂匯演》等創作主題音樂至今。2019年為香港藝術館「未開館‧先開鑼」主旋律創作計劃擔任指導音樂家。2014年更獲邀為香港電台及香港青年協會的萬人音樂會擔任創新健力士世界紀錄見證人，其專業廣為業界及大眾所認同。
趙亦曾為無線電視人氣唱歌比賽節目《超級巨聲》及《星夢傳奇》擔任評審，其對参賽者一針見血而不慍不火的批評大受觀眾歡迎。
進入2010年，趙增熹開始將工作重心放在音樂推動發展及教育上。
2011年成立香港城市管弦樂團，旨在推動古典樂的發展，亦為有志演奏的音樂人提供多一個演出平台。
2016年成立社企「大台主」音樂及多媒體文化種子計劃，走訪不同中學和大專院校，舉行免費講座及招募，為有志以音樂作專業的年青人，免費提供培訓，讓學生全面了解幕後製作音樂的知識，指導學生如何運用科技以最少成本一手包辦音樂製作、以至行銷。並提供平台，給予他們表演的機會，鼓勵年輕音樂人成為香港音樂行業未來的「大台主」。

## 個人生活
生於潮州人家庭，有三個姐姐，三個妹妹。父親做出入口公司，母親經營成衣加工廠 ，家住跑馬地。中五時趙父親因病過世。趙的父母皆反對他玩音樂，但趙最終仍決意要走上音樂路。
趙增熹在華星時期認識了比他年長八歲的太太，是高層李進的秘書。拍拖兩年，廿二歲結婚，育有一子一女。細女已成為一名醫生，大仔則在趙增熹的工作室從事音樂製作工作。
除音樂外，趙增熹亦擅長打羽毛球，早於中學時代，已代表學校打校際比賽。曾多年擔任羽毛球大使，更有參加全港羽毛球公開比賽。
物理學亦是趙增熹所熱愛的，他曾於訪問中透露，他至今仍在修讀物理和數學的課程，來理解和探索宇宙的奧秘。

## 音樂作品
1986年
- 張國榮 - 有誰共鳴（編）
- 梅艷芳 - 緋聞中的女人（編）

1987年
- 呂　方 - 絕對感激（編）
- 呂　方 - 別了秋天（編）
- 呂　方 - 聽不到的呼喚（編）
- 呂　方 - Sexy Lady（編）
- 呂　方 - 不了解（編）
- 呂　方 - 留在臂彎（編）
- 呂　珊 - 歌迷（編）
- 杜德偉 - 凌晨廣播（曲、編）
- 梅艷芳 - 尋愛（編）
- 梅艷芳 - Oh No! Oh Yes!（編）
- 黃寶欣 - 遠遠的河（編）

1988年
- 呂　方 - 時年消逝（編）
- 呂　方、鄭秀文 - 菊花淚（編）
- 呂　方、鄭秀文 - 珍惜這一刻（編）
- 杜德偉 - 末代天師（編）
- 梁朝偉 - 迷惘（編）
- 梅艷芳 - 兩個愛（編）
- 梅艷芳 - 夢裡共醉（編）
- 梅艷芳 - 無人願愛我（編）
- 梅艷芳 - 富貴浮雲（編）
- 梅艷芳 - 小樓風雨（編）
- 許志安 - 費煞心思（編）
- 胡建中 - Forever Loving You (編)
- 胡建中 - 哀傷的鋼琴師 (編)

1989年
- 成　龍 - 這個晚上（編）
- 成　龍、河合奈保子 - 我定能做到（編）
- 呂　方 - 當天的錯誤（編）
- 呂　方 - 緣份遊戲（編）
- 杜德偉 - 夜半一點鐘（編）
- 杜德偉 - 悲情（曲、編）
- 梅艷芳 - 夕陽之歌（編）
- 梅艷芳 - 第四十夜（編）
- 鄭瑞芬 - 失戀車廂（曲、編）
- 羅　文 - 天地有誰（編）
- 譚耀文 - 為你解悶（編）
- 譚耀文 - 泡沫裡的夢（編）
- 譚耀文 - 放棄放縱（編）

1990年
- 李健達 - 咫尺天涯（編、監）
- 李健達 - 到底我要等到什麼時候（監）
- 李健達 - 飄渺的愛（監）
- 李健達 - 忘掉妳, 不!（編、監）
- 李健達 - 她穿法國時裝（編、監）
- 李健達 - Hello Again（監）
- 李健達 - 原諒我的傻（監）
- 李健達 - 前世今生（監）
- 李健達 - 告別昨天（監）
- 李健達 - 同是天涯淪落人（監）
- 麥潔文 - 相識相逢相愛過（監）[註 1]
- 麥潔文 - 一晚（監）[註 1]
- 麥潔文 - 總是無緣（監）[註 1]
- 麥潔文 - 都市公式（監）[註 1]
- 麥潔文 - 光陰流轉（監）[註 1]
- 麥潔文 - 畢生難忘（監）[註 1]
- 麥潔文 - 再見纏綿（監）[註 1]
- 麥潔文 - 浮生舞台（監）[註 1]
- 麥潔文 - 人間樂園（監）[註 1]
- 麥潔文 - 簾捲西風（監）[註 1]
- 陳雅文 - 新的故人（曲、編）
- 羅　文 - 遲來的愛（編）
- 羅　文 - 變色龍（編）
- 羅　文 - 人到無求（編）
- 譚耀文 - 夜深情真（編）

1991年
- 何嘉麗 - 舊照片（編）
- 林憶蓮 - 只要我活過哭過（編）
- 張立基 - Electric Girl（AC/DC Mix）（編）
- 張立基 - Maria（Techno Mix）（編）
- 張學友 - 壯志驕陽（編）
- 張學友 - 一顆不變心（編）
- 張學友 - 擁抱陽光（編）
- 梅艷芳 - 幾多（編）
- 梅艷芳 - 找愛的人（編）
- 蔡興麟 - 讓我流入妳的生命 (編)

1992年
- 李國祥 - 摘星的晚上（編）
- 何詠琳 - 說你愛我（編）
- 呂　方 - 午夜溫馨（編）
- 李樂詩 - 風流（編）
- 李樂詩、倫永亮 - 你是誰（編）
- 林憶蓮 - 醒醒（編、監）
- 林憶蓮 - 沒結果（監）
- 林憶蓮 - 由你開始（監）
- 林憶蓮 - 回來愛的身邊（編、監）
- 林憶蓮 - 躲起來（監）
- 林憶蓮 - 要是有緣 (音樂)（編、監）
- 林憶蓮 - 寵愛（監）
- 林憶蓮 - 暖暖紅塵（監）
- 林憶蓮 - 始終一天（編、監）
- 林憶蓮 - 愛的世界（監）
- 林憶蓮 - 不捨不棄（監）
- 林憶蓮 - 回到愛的世界（音樂）（監）
- 娃　娃 - 秋沙（編）
- 倫永亮 - 那些好日子（編）
- 唐韋琪 - 今晚不設防（編、監）
- 唐韋琪 - 珍惜這夜晚（編、監）
- 唐韋琪 - Touch Me（編、監）
- 唐韋琪 - 夢中天使（編、監）
- 唐韋琪 - 春雷（編、監）
- 唐韋琪 - 飄戀（監）
- 唐韋琪 - 看破（監）
- 唐韋琪 - 夜已了（監）
- 唐韋琪 - 戀人（監）
- 唐韋琪 - 從夏天開始（監）
- 張學友 - Honey B（編）
- 張學友 - 暗戀你（編）
- 張學友 - 明日世界終結時（編）
- 張學友 - 還是覺得你最好（編）
- 張學友 - 日出時讓戀愛終結（編）
- 張學友 - 夜了...又破曉（編）
- 梅艷芳 - 逝去的愛（編）
- 梅艷芳 - 秋天復秋天（編）
- 陳慧嫻 - 孤單背影（編）
- 陳慧嫻 - 月亮（編）
- 陳慧嫻 - 紅茶館（編）
- 陳慧嫻 - 胡思亂想（編）
- 陳慧嫻 - 飄雪（編）
- 陳慧嫻 - 歸來吧（編）
- 湯寶如 - 活著就是等待（編）
- 湯寶如 - First Love（編）
- 湯寶如 - 午後怨曲（編）
- 溫碧霞 - 海潮（編）
- 劉玉翠 - I'm Sorry（曲、編）
- 劉玉翠 - 在你眼中（曲）
- 劉美君 - 娃娃歲月（編）
- 蔡濟文 - 機場（編）
- 鄭伊健 - 隨便（編）
- 鄭伊健 - 只想一個她（編）
- 鄭秀文 - 這夜我不願離開（編）
- 譚詠麟 - 愛的Bicycle（編）
- 譚耀文 - 情陷深醉夜（編）

1993年
- 白嘉倩 - 每個女人都做夢（編）
- 白嘉倩 - 不夠美麗的我留不住美麗的愛情（編）
- 呂　方 - 午夜戀曲（編）
- 車婉婉 - 夢蕾（編）
- 林俊賢 - 怎麼可過一生（曲、編）
- 林俊賢 - 我此刻需要妳（曲、編）
- 林俊賢 - 還好你在這裏（曲、編）
- 林俊賢 - 夜是一首訴說寂寞的歌（曲、編）
- 林憶蓮 - 春雨（編、監）
- 林憶蓮 - 不如重新開始（編、監）
- 林憶蓮 - 天大地大（監）
- 林憶蓮 - 紅顏未老（編、監）
- 林憶蓮 - 當我眼前只有你（編、監）
- 林憶蓮 - 始終一天'93翻天覆地版（監）
- 林憶蓮 - 戀愛在不遠處等我（監）
- 林憶蓮 - 風中的歌（監）
- 林憶蓮 Feat. 風火海 - 震撼（監）
- 風火海 - 愛了再說（編）
- 倫永亮 - 沒有發生的愛情（編）
- 倫永亮 - 未了緣（編）
- 倫永亮 - 讓我飛向你（編）
- 倫永亮、李國祥 - 總有你鼓勵（編）
- 張學友 - 祇想一生跟你走（編）
- 張學友 - 思憶季節（編）
- 張學友 - 總有一天等到你（編）
- 張學友 - 你給我的愛最多（編）
- 張學友 - 戀愛的人都一樣（編）
- 張學友 - 擁抱陽光（編）
- 梁漢文 - 仍然是妳，仍然是我（編、監）
- 梁漢文 - 某月某夜（監）
- 梁漢文 - We're going out tonight（監）
- 梁漢文 - 不愛還是愛（監）
- 梁漢文 - 流離夜雨（編、監）
- 梁漢文 - 糊塗感情永不老（編、監）
- 梁漢文 - 可否給我多一次（編、監）
- 梁漢文 - 談情說愛（監）
- 梁漢文 - 別放開這點愛戀（編、監）
- 梁漢文 - 流離夜雨...雨中花（編、監）
- 梁漢文、車婉婉 - 欲言又止（曲、編）
- 許志安 - 妳愛我幾多（編）
- 陳慧嫻 - 夜了點（編）
- 陳慧嫻 - 碎花（編）
- 陳慧嫻 - 永遠愛你的人（編）
- 陳慧嫻 - 放鬆三分鐘（編）
- 陳慧嫻 - 你的夢、我的夢（編）
- 陳慧嫻、黎　明 - 好想永遠這樣（編）
- 湯寶如 - 大戰前夕（編）
- 鄒　靜 - Bang Bang（編）
- 劉玉翠 - Can't Forget You（編）
- 劉德華 - 痴心也是錯（編）
- 黎瑞恩 - 玉女心經（曲、編）
- 黎瑞恩 - 明白我這世界沒有別人（編）

1994年
- 吳奇隆 - 奇而濃的狂想（編）
- 李克勤 - 偷偷摸摸（編、監）[註 2]
- 李家明 - 細雨濃情（編）
- 李家明 - 不可更眞的心（曲、編）
- 李樂詩 - 今年流行什麼（編）
- 杜德偉 - 愛的重生（曲、編）
- 周慧敏 - 只等這一季（編）
- 林憶蓮 - 如何愛下去（監）
- 林憶蓮 - 暗示（編、監）
- 林憶蓮 - 願（監）
- 風火海 - 眈天望地（曲、編）
- 風火海 - 愛你太深（編）[註 3]
- 倫永亮 - 最傷感的人（編）
- 翁倩玉 - 永遠相信（曲、編）
- 翁倩玉 - 用心說愛我（曲、編）
- 翁倩玉 - 珊瑚戀（編）
- 翁倩玉 - 溫暖你的心（編）
- 袁鳳瑛 - 軟禁（編）
- 張智霖 - 原諒我過去（編）
- 張學友 - 我等到花兒也謝了（編）
- 張學友 - 這一次意外（曲、編）
- 張學友 - 祇有你不知道（編）
- 張學友 - 你知不知道（編）
- 張學友 - 望月（編）
- 張學友 - 將心比心（編）
- 梁漢文 - 五仟巴仙的愛（曲）
- 章小蕙 - Words（編）
- 許志安 - 讓我待妳好一點（編）
- 陳慧嫻 - Let's Get Married（編）
- 陳潔靈 - Sorry Seems to Be the Hardest Word（編）
- 湯寶如 - 無顏色的夢（編）
- 潘美辰 - 愛你到心疼（編）
- 鄭伊健 - 野森林（編）
- 鄭伊健 - 9990次想他（編）
- 鄭伊健 - 用這歌說愛你（編）
- 鄭伊健 - 愛情盛放的季節（編）
- 黎　明 - 一段盟誓（編）
- 黎　明 - 不該再讓你孤單（編）
- 黎瑞恩 - 你知我想說甚麼（編）
- 鍾鎮濤 - 大海（編）
- 鍾鎮濤 - 花江（編）
- 羅　文 - 天地心（曲、編）

1995年
- 江希文 - 我妒忌（監）
- 江希文 - 忘記他（監）
- 江希文 - 自編自演（編、監）
- 江希文 - 是你的甚麼（曲、編、監）
- 江希文 - 我點知（監）
- 江希文 - 心滿意足（曲、監）
- 江希文 - 相愛一生（監）
- 江希文 - 人各自我（監）
- 江希文 - 戀愛熱（編、監）
- 吳君如 - 如樂園（編、監）
- 吳君如 - 年中無憂（曲）
- 吳君如 - Happy Birthday送我給你（曲、監）
- 吳君如 - 起過風（曲、監）
- 吳君如 - 認真玩結婚（曲、監）
- 吳君如 - 回憶糉是溫柔的（曲）
- 吳君如 - 祝你好運（曲、監）
- 吳君如 - 情人處處吻（曲）
- 吳君如 - 娛樂完（曲、編、監）
- 吳君如、黃偉文 - 初一十五（監）
- 吳倩蓮 - 棲身你背後（曲）
- 李迪文 - 追（編、監）[註 4][註 5]
- 李國祥 - 像我這樣的身份（編）
- 杜德偉 - 一件錯事（曲）
- 汪明荃 - 我信愛（曲）
- 周慧敏 - 離開你好難（編）
- 風火海 - 信得邊個？（曲）[註 6]
- 倫永亮 - 路...始終告一段（編）
- 翁倩玉 - 比星光燦爛（監）
- 翁倩玉 - 因為相信（監）
- 張國榮 - 追(電影版)（編、監）
- 張國榮 - 今生今世(電影版)（編、監）
- 張國榮、辛曉琪 - 眉來眼去（曲）
- 張智霖 - 多謝關心（編）
- 張智霖 - 夏至（曲、編）
- 張智霖 - 永遠記得我（編）
- 張學友 - 一千個傷心的理由（編）
- 張學友 - 一千個傷心的理由（國）（編）
- 張學友 - 過客（編）
- 張學友 - 無心戀（編）
- 張學友 - “友”情歌1985-1993（編）
- 張學友 - 情願（編）
- 張學友 - 別哭泣（編）
- 張學友 - 潮水的諾言（編）
- 梁漢文 - 風聲（曲）
- 梅艷芳 - 愛我的只有我（曲、監）
- 梅艷芳 - 愛是沒餘地（監）
- 梅艷芳 - Big Bad Girl（監）
- 梅艷芳 - 相逢一笑（監）
- 梅艷芳 - 明天當我想起你（監）
- 梅艷芳 - 心全蝕（監）
- 梅艷芳 - 愛情甜蜜債（編、監）
- 梅艷芳 - 得不到怎麼好（監）
- 梅艷芳 - 歌之女（監）
- 陳浩民 - 差不多（曲）
- 陳慧嫻 - 從來是一對（編）
- 陳慧嫻 - 還是喜歡看你（曲、編）
- 陳慧嫻 - 留戀（編）
- 陳慧嫻 - 戀戀風塵（編）
- 陳慧嫻 - 我寂寞（編）
- 湯寶如 - 劇情需要（編）
- 葉蒨文 - 當一切別離我（曲、編）
- 劉德華 - 除非...是你（曲、編）
- 鄭伊健 - 只會因你唱（編）
- 黎　明 - 沒名字的歌，無名字的你（編）
- 蘇有朋 - 秋天的最愛（編）

1996年
- 王馨平 - 慚愧（編）
- 王馨平 - 原來如此（曲、編）
- 王馨平 - 逃（編）
- 倫永亮 - 我只是你的習慣（編）
- 張學友 - 忘記你我做不到（編-弦樂部分)
- 張學友 - 真心的朋友（編-弦樂部分)
- 張學友 - 微塵（編）
- 梁漢文 - 呼吸（曲、監）
- 梁漢文 - 可不可不可以（監）
- 梁漢文 - 我要先飛（編、監）
- 梁漢文 - 濃情色香味（監）
- 梁漢文 - 衣櫃裡的男人（監）
- 陳小春 - 戰無不勝（監）
- 陳小春 - 百分之百的女孩（曲）
- 陳慧嫻 - 回報（曲、編）
- 陳慧嫻 - 愛亦要捨棄（編）
- 劉德華 - 不能融化的冰（曲、編）
- 劉德華 - 一個人睡（編）
- 劉德華 - 寂寞(但你不知)（編）
- 蔡安蕎 - 惟有我（編）
- 蔡安蕎 - 惟有我（一個人）（編）
- 鄭中基 - 你的眼睛背叛你的心（編）
- 鄭中基 - 水火不容（曲、編）
- 鄭中基 - 除非你要我（編）
- 鄭中基 - 搬屋（編）
- 鄭中基 - 眼睛早已背叛你（編）
- 黎瑞恩 - 繼續、繼續、繼續（曲、編）
- 謝天華、朱永棠、林曉峰一眾古惑仔 - 古古惑惑（清清楚楚我係我）（監）
- 顏聯武 - 星閃閃（曲、編）
- 羅　文 - 好歌獻給你（編）
- 羅　文 - 在我生命裡（編）
- 羅　文 - 滄海一聲笑（編）

1997年
- 何超儀 - 但願如此（編）
- 吳倩蓮 - 我有我愛你（編）
- 李克勤 - 進退兩男（曲、監）
- 李　玟 - 下次小心（監）
- 李　玟 - 念念不忘（監）
- 沈　魚 - 後現代情人（曲）
- 沈　魚 - 夢想（監）
- 馬浚偉 - 愛與誠（編）
- 張學友 - 冷靜（編）
- 張學友 - 原來只要共你活一天（編）
- 張學友 - 火花（編）
- 梁詠琪 - 沉溺（監）
- 梁漢文 - 天涯：太陽之西（編、監）
- 梁漢文 - 角度（曲、編、監）
- 梁漢文 - 性情中人（監）
- 梁漢文 - 我的志願（監）
- 梁漢文 - 海角：國境之南（曲、編、監）
- 梁漢文 - 依依（曲、監）
- 梁漢文 - 零時十一分（編、監）
- 梁漢文 - 好朋友（監）
- 梁漢文 - 習慣你（曲、監）
- 梁漢文 - 斷了氣（監）
- 梁漢文 - 月光游泳池（監）
- 梁漢文 - 流離夜雨 '97 Version（編、監）
- 陳慧嫻 - 心就要飛了（編）
- 陳慧嫻 - 熱淚撥亂心弦（編）
- 陳慧嫻 - 戀戀風塵（國）（編）
- 陳慧嫻 - 讓我抱著你哭（編）
- 陳慧嫻 - 情願荒廢（愛到一半）（編）
- 陳潔儀 - 揭曉（監）
- 陳潔儀 - 分裂（監）
- 陳潔儀 - 分享孤獨（監）
- 陳潔儀 - 我怕（監）
- 陳潔儀 - 愛情在那天開始（監）
- 陳潔儀 - 這一分鐘（曲、編、監）
- 陳潔儀 - 風景（監）
- 陳潔儀 - 你如果好錫我（監）
- 陳潔儀 - 最後一課（監）
- 羅　文 - 精彩故事（編）
- 羅　文 - 難得有你（編）

1998年
- 張信哲 - 多心（監）
- 張信哲 - 不知如何是好（監）
- 張信哲 - 一週運程（監）
- 張信哲 - 別祝我愉快（監）
- 張信哲 - 夜是（監）
- 張信哲 - 多心（Remix）（編、監）
- 張達明 - 神奇事之遊戲2000年（監）
- 梁漢文 - 愛沒有不對（監）
- 梁漢文 - 錯先生（監）
- 梁漢文 - 電光火石（監）
- 梁漢文 - 1999（監）
- 梁漢文 - 淡季（監）
- 梁漢文 - 未算差（監）
- 梁漢文 - 一萬零一夜（監）
- 梁漢文 - 聽說你愛我（監）
- 梁漢文 - 星火（監）
- 梁漢文 - 像個聽話的孩子（監）
- 陳小春 - 蠢蠢欲動（監）
- 陳小春 - 只要地球還有女人（男版）（監）
- 陳小春 - 苦男人（監）
- 陳小春 - QQ的您（監）
- 陳小春 - 熱賣中（監）
- 陳小春 - 小春電器（監）
- 陳小春 - 愛妻號（監）
- 陳小春 - 我女人（監）
- 陳小春 - 車神（監）
- 陳小春 - 神奇事（98上進版）（監）
- 陳小春 - 只要地球還有女人（女版）（監）
- 陳小春 - 叱吒紅人（監）
- 陳慧琳 - 事前想後（曲、監）
- 陳慧琳 - Lover's Concerto（編、監）
- 楊千嬅 - 8步半（曲、監）
- 楊千嬅 - 我不要你愛我（監）
- 楊千嬅 - 因為所以（監）
- 楊千嬅 - 因為所以（畢氏定理）（監）
- 楊千嬅 - 讓我飛（監）
- 劉德華 - 掛念（監）
- 劉德華 - 我不相信眼淚（監）
- 黎　明 - 今生不再（監）
- 黎　明 - Try To Remember（編、監）
- 黎　明 - 等到天昏地暗（監）

1999年
- 王　傑 - 心癮（監）
- 張家輝 - 偷天（編）
- 梁詠琪 - 遠在天邊（曲、監）
- 梁詠琪 - 原來是你（曲、監）
- 梁漢文 - 追究（監）
- 許志安 - 不想你（編）
- 陳慧琳 - 休克（曲）
- 楊千嬅 - 木偶奇遇記（監）
- 楊千嬅 - 尋人機器（監）
- 劉德華 - 繼續...（編）
- 劉德華 - 心只有妳（監）
- 劉德華 - 心只有妳（國）（監）
- 劉德華 - 新好情人（監）
- 劉德華 - 拉鋸戰（監）
- 劉德華 - 爭氣（監）
- 蕭　瀟 - 千言萬語心燒夜（監）[註 5]
- 譚耀文 - 一生萬變（曲、監）[註 7]

2000年
- 谷祖琳 - 承受（曲、編、監）
- 張國榮 - 我（編）
- 張國榮 - 我（國）（編）
- 張國榮 - I Honestly Love You（編）
- 張國榮 - 沒有煙總有花（編）
- 梁詠琪 - 好不好（監）
- 梁漢文 - 看我（監）
- 梁漢文 - 鳥（曲、監）
- 梁漢文 - 喜多郎（監）
- 梁漢文 - 看我（Piano Version）（編、監）
- 郭富城 - 你是未來（監）[註 8]
- 陳小春 - 無論如何（曲）
- 陳　明 - 幸福（編）
- 陳潔儀 - 最好（監）
- 陳潔儀 - 寂寞便找我（監）
- 趙詠華 - 紐約的秋天（編）
- 鄭秀文 - 感情線上（編、監）[註 9]

2001年
- 古天樂 - 樂天（監）
- 古天樂 - 隨便你點（監）
- 古天樂 - 寂寞大盜（監）
- 古天樂 - 代糖（監）
- 古天樂 - 醒來（監）
- 古天樂 - 我願愛（曲、監）
- 古天樂 - 天命最高（曲、監）
- 張學友 - 似醉還未醉（編）[註 2]
- 張學友 - 放逐（編）[註 10]
- 張學友、陳潔儀 - 醇酒醉影（編）
- 梁詠琪 - 花火（編、監）
- 梁詠琪 - Suddenly, this summer（Overture）（監）[註 11]
- 梁詠琪 - 出走地平線（監）
- 梁詠琪 - 他喜歡的是你（監）
- 梁詠琪 - 地球的住客（曲、監）
- 梁詠琪 - 空中小姐（監）
- 梁詠琪 - Suddenly, this summer（監）[註 11]
- 梁詠琪 - 繼續愛（編、監）[註 10]
- 梁詠琪 - 貼心（曲、監）
- 梁詠琪 - 春逝（編、監）
- 梁漢文 - 不愛就不愛（監）
- 梁漢文 - 飛天吻（監）
- 梁漢文 - 默片（監）
- 梁漢文 - 特別鳴謝（監）
- 陳司翰 - 名廠設計（監）[註 12]
- 陳司翰 - 天堂（監）
- 陳潔儀 - 死性不改（監）[註 13]
- 陳潔儀 - Mr. Turner（監）[註 13]
- 劉德華 - 我的心只可容納妳（曲、監）[註 14]
- 劉德華 - 我的心只可容納妳（有妳真好版）（曲、編）
- 鄭秀文 - 跳傘（編）[註 15]

2002年
- 王嘉明 - 分手（編、監）
- 余文樂 - 紙巾（監）
- 李克勤 - 高妹（監）
- 李克勤 - 我愛聖羅蘭（監）
- 李克勤 - 花犯（監）
- 李克勤 - 我懶惰（監）
- 李克勤 - 無考不成話（監）
- 李克勤 - 高妹（國）（監）
- 李克勤、黃伊汶 - 來到今天（監）
- 谷祖琳 - 六壯士（監）[註 11]
- 谷祖琳 - 殘酷劇場（監）[註 11]
- 張柏芝 - 門外的涼鞋（監）
- 梁朝偉 - 名字（監）
- 梁詠琪 - 家有小熊（監）
- 梁詠琪 - 我們的永遠（編、監）
- 梁詠琪 - 長痛長愛（監）
- 梁詠琪 - 家有小熊（家地瘦肌Mix）（編、監）
- 梁詠琪 - 我叫棉花糖（監）
- 梁詠琪 - 愛情黑盒子（曲、編）
- 梁詠琪 - 幸福教室（曲、編、監）
- 梁詠琪 - 高妹正傳（監）
- 梁詠琪 - 兩生花（編、監）[註 11]
- 梁詠琪 - 雪花（監）[註 11]
- 梁詠琪 - 哈哈笑（監）
- 梁詠琪 - 高妹正傳 (Winter Mix)（監）
- 陳慧琳 - 情熱之間（監）
- 陳慧琳 - 她一定很愛你（監）
- 彭　羚 - 黑色幽默（編）[註 16]
- 彭　羚 - 追（編）[註 4]
- 蔣雅文 - 寵物男孩（監）
- 蔣雅文 - 短訊Summer Time（監）
- 鄭希怡、劉思惠、蔣雅文 - 旋轉樂園（編、監）[註 10]
- 鄭秀文 - 半空中（編）
- 關心妍 - 負擔不起（監）
- 關心妍 - 心安理得（監）

2003年
- Cheers - 十年約會（編、監）
- 余文樂 - 放心放手（監）
- 李克勤 - 三千零一夜（編、監）[註 17][註 11]
- 李克勤 - 廿四孝（監）
- 孫燕姿 - 遇見（監）
- 梁詠琪 - 迴旋木馬的終端（監）
- 梁詠琪 - 舊夢不須記（監）
- 梁詠琪 - 同班同學（監）
- 梁詠琪 - 無所不在（監）[註 11]
- 梁詠琪 - 四月生日（監）[註 11]
- 梁詠琪 - 同班同學 (香港小交響樂團版)（監）
- 梁詠琪 - 愛美麗天使（監）
- 梁詠琪 - 心理報告（監）
- 梁詠琪 - 愛，斷了線（監）[註 11]
- 許志安 - 前路（監）
- 許志安 - 歡迎（監）[註 18]
- 許志安、周邦愷 - 我的路（監）[註 18]
- 劉朗棋 - 完全做到（監）
- 劉德華 - 今時今日（曲、監）
- 鄭秀文 - 落錯車（監）
- 鄭秀文 - 戀上你的床 (國)（監）
- 鄭秀文 - 變了心（監）
- 鄭　融 - 終生學習（自由板）（監）
- 關心妍 - 一眼看穿（監）
- 關心妍 - 收復失地（監）
- 李嘉欣、趙雪妃 - 萬花樓（曲、監）
- 李嘉欣 - 情是江前月（曲、監）

2004年
- 李克勤 - 吻別的位置（監）[註 11]
- 李克勤 - 勤仔（監）[註 11]
- 李克勤 - 夠鐘食藥（監）[註 11]
- 李克勤 - 初戀十一歲（監）[註 11]
- 李克勤 - 空中飛人（監）[註 11]
- 李克勤 - 佳節（監）[註 11]
- 李克勤 - 神州行（監）[註 11]
- 李克勤 - 空中飛人（Acrobat Mix）（監）[註 11]
- 杜麗莎 - 愛是永恆（監）
- 杜麗莎 - 漣漪（監）
- 杜麗莎 - 心仍是冷（監）
- 杜麗莎 - 我的驕傲（監）
- 杜麗莎 - 我願意（監）
- 杜麗莎 - Only One Day（監）
- 杜麗莎 - 越吻越傷心（監）
- 杜麗莎 - 好心分手（監）
- 杜麗莎 - 親情（監）
- 杜麗莎 - 你怎麼拾得我難過（監）
- 杜麗莎 - 沉默是金（監）
- 杜麗莎 - 真的愛你（監）
- 梁詠琪 - 狠心愛我（監）[註 11]
- 梁詠琪 - 一天一世（監）
- 梁詠琪 - 夏日劇集（監）[註 11]
- 梁詠琪 - 像你（監）[註 19]
- 梁詠琪 - 娛樂大家（監）[註 11]
- 梁詠琪 - 北極光（監）[註 11]
- 梁詠琪 - 明日之前（監）[註 11]
- 梁詠琪 - 親親我面（監）[註 11]
- 梁詠琪 - 因果（監）[註 11]
- 梁詠琪 - 餘香（監）[註 11]
- 梁詠琪 - 娛樂大家（室樂版）（監）[註 11]
- 陳慧琳 - 飛行里數（監）
- 董敏莉 - 飲食男女（監）
- 董敏莉 - 遊客（監）
- 董敏莉 - 網相症（監）
- 鄭　融 - 紅花會（監）[註 11]
- 鄭　融 - 叫好叫座（監）[註 20]
- 鄭　融 - 黃巴士（監）[註 20]

2005年
- 2R - 兩敗俱傷（監）
- Twins - 米奇進行曲（監）
- Twins、梁洛施、Boy'z、關智斌、鄭希怡、Hanjin - 世界真細小（監）
- 李克勤 - 空中飛人（國語）（監）[註 11]
- 李克勤 - 紅日（國語）（監）
- 李克勤 - 十年前後（監）[註 21]
- 李克勤 - 勝情中人（監）[註 21]
- 李克勤 - 婚後事（監）[註 21]
- 李克勤 - 情非首爾（監）[註 21]
- 李克勤 - 未成年同盟會（監）[註 21]
- 李克勤 - 常在你左右（監）[註 21]
- 李克勤 - 婚前的女人（監）[註 21]
- 李克勤 - 韓夜不冷（監）[註 21]
- 李克勤 - 阿李爸爸（監）[註 21]
- 李克勤 - 輸情歌（監）[註 21]
- 李　玟 - 風之彩（監）
- 容祖兒 - 不死的真愛（監）
- 張柏芝 - 勇（監）[註 11]
- 張柏芝 - 應冇盡有（監）[註 11]
- 梁詠琪 - 妝苑（監）[註 11]
- 梁詠琪 - 雲裳風暴（監）[註 11]
- 梁詠琪 - 無良印品（監）[註 11]
- 莫文蔚 - When you wish upon a star（監）
- 陳奕迅 - 新的世界（監）
- 陳慧琳 - 影中我（監）
- 陳慧琳、KellyJackie - 他約我去迪士尼（監）
- 劉日曦 - 想念最苦（監）
- 劉日曦 - 北風（監）
- 劉日曦 - 黑膠唱片（監）
- 劉日曦 - 天台之歌（監）
- 劉日曦 - 槍火（監）
- 劉日曦 - 喊驚（監）
- 劉日曦 - 無主之城（監）
- 鄭　融 - 擁躉（監）[註 11]
- 鄭　融 - Gugo是我好朋友（曲、編、監）
- 謝霆鋒 - 基本需要（監）

2006年
- 李克勤 - 天水、圍城（監）[註 21]
- 李克勤 - 公主太子（監）[註 21]
- 李克勤 - 肉麻（監）[註 21]
- 李克勤 - 香港仔（監）[註 21]
- 李克勤 - 粒粒皆幸福（監）[註 21]
- 李克勤 - 情比紙薄（監）[註 21]
- 李克勤 - Paris Hilton（監）[註 21]
- 李克勤 - 時代廣場（監）[註 21]
- 李克勤 - 九龍皇後（監）[註 21]
- 李克勤 - 一場兄弟（監）[註 21]
- 李克勤 - 情非首爾2006（監）[註 21]
- 李克勤 - 仍是老地方2006（監）[註 21]
- 張信哲 - 説謊（編）
- 鄭　融 - Honey（監）[註 22]
- 鄭　融 - Honey (Bee Mix)（監）[註 22]
- 鄭　融 - Honey (Dark Rain Mix)（監）[註 22]

2007年
- 容祖兒 - 兒歌（監）
- 詹瑞文、梁洛施 - 全民學戲（曲、監）
- 余文樂 - 無言以愛（曲、監）
- 蔡　琴 - 天天天藍（編、監）
- 蔡　琴 - 祝我幸福（監）
- 蔡　琴 - 用心良苦（監）
- 蔡　琴 - 其實你不懂我的心（監）
- 蔡　琴 - 為了夢愛一生（監）
- 蔡　琴 - 只有分離（監）
- 蔡　琴 - 吻別（監）
- 蔡　琴 - 一場遊戲一場夢（監）
- 蔡　琴 - 假如我是真的（監）
- 蔡　琴 - 點亮霓虹燈（監）
- 蔡　琴 - 海上花（監）

2008年
- 文恩澄 - 同床異枕（監）
- 文恩澄 - 新約（監）
- 文恩澄 - 離別曲（監）
- 文恩澄 - 誤交好友（監）
- 文恩澄 - 同床異枕（劇場版）（監）
- 林保怡、黎　姿 - 相戀兩個字（曲、監）
- 陳曉東 - 唇彩（監）
- 蔡卓妍 - 心跳如歌（曲、監）
- 蔡卓妍 - 心如蝶舞（曲、監）
- 鍾嘉欣 - 無情有愛（曲、監）
- 關淑怡 - 鑽禧（曲、監）

2009年
- 王梓軒 - 羅茲威爾（監）
- 王梓軒 - 摸黑（監）
- 王梓軒 - 南北極（監）
- 王梓軒 - 1+1（監）
- 王梓軒 - 情詩三百首（監）
- 王梓軒 - Roswell（監）
- 王梓軒 - 怎麼著（監）
- 王梓軒 - Separate Ways（監）
- 王梓軒 - 幾米的距離（監）
- 王梓軒 - Fino a Ti Amo（監）
- 莫鎮賢 - 真假伴侶（編）
- 莫鎮賢 Feat. Alissa K - 有個美滿的開始（曲、編）

2010年
- ToNick - Last Christmas（監）
- 王梓軒 - 東西（監）
- 王梓軒 - 心足（監）
- 王梓軒 - 一千種方法（監）
- 王梓軒 - Get By（監）
- 王梓軒 - 盛宴（監）
- 王梓軒 - 再生（監）[註 23]
- 王梓軒 - 再生（國）（監）[註 23]
- 王梓軒 Feat. MC Jin、INK - 你們好（世界大同版）（監）
- 王梓軒 Feat. MC Jin、INK - 你們好（監）
- 杜汶澤 - 公主上課（編、監）

2011年
- ToNick - 發你個夢（監）
- ToNick - 開心魔法（監）
- 王梓軒 - 新巴赫狂想曲（曲）[註 24]
- 王梓軒 - 你是哪種人（監）[註 23]
- 王梓軒 - 全城都是黃飛鴻（監）[註 23]
- 王梓軒 - 人啊人（監）[註 23]
- 王梓軒 - 玩具也流淚（監）[註 23]
- 李治廷 - 速度對比（監）[註 25]
- 官恩娜 - 依依（監）
- 陳潔儀 - 今生今世（編、監）
- 陳潔儀 - 明星（監）
- 陳潔儀 - 心動（編、監）
- 陳潔儀 - 左右手（監）

2012年
- 王梓軒 - Your Song（監）[註 23]
- 王梓軒 - 幾米的距離 remastered（監）[註 23]
- 陳潔儀 - 傾城（曲、監）
- 葉蒨文 - 精挑細選（監）

2014年
- 田蕊妮 - 你是我心愛的姑娘（監）
- 田蕊妮 - 我不會喜歡你（監）
- 田蕊妮 - 你不知道的事（監）
- 田蕊妮 - 早班火車（監）
- 田蕊妮 - 遊樂場（編、監）
- 陳慧琳 - 愛的傳奇（曲、監）
- 陳慧琳 - 魔力四射（曲、監）
- 龔柯允 - 不愛你的時候（監）[註 26]
- 龔柯允 - 隆重而簡單（監）[註 27]
- 劉德華 - 荊喜（監）

2015年
- 陳潔儀 - 祝君好（監）
- 陳潔儀 - 祝君好（國）（監）
- 謝安琪 - 有夢要想（監）
- 龔柯允、糖　兄 - 富士山下（編、監）[註 28]

2016年
- 王嘉儀 - Like a gun 獵（監）[註 29]
- 王嘉儀 - Abyss 深淵（編、監）[註 29]
- 王嘉儀 - U got me mad 給男神的面書（監）[註 29]
- 王嘉儀 - Little Sorrow 愁滋味（監）[註 29]

2017年
- 葉德嫻 Feat. MC仁、劉小華 - 半生緣（編、監）
- 鄺美雲 - 再坐一會（監）
- 鄺美雲 - 堆積情感（監）
- 鄺美雲 - 唇印（監）
- 鄺美雲 - 為你鍾情（監）
- 鄺美雲 - 千言萬語（編、監）
- 鄺美雲 - 雪中情（監）
- 鄺美雲 - 甜蜜蜜（監）
- 鄺美雲 - 心債（監）
- 鄺美雲 - 容易受傷的女人（監）
- 鄺美雲 - 情網（監）
- 鄺美雲 - 用生命影響生命（曲、監）[註 30]

2018年
- 王梓軒 - 寄居太虛（監）[註 23]
- 王梓軒 - 邊緣引力（監）[註 23]
- 馬浚偉 - 以後黃昏（監）
- 蔡一傑 - 廿一個誰（曲、編）

2019年
- 王梓軒 - 安全著陸（監）[註 31]
- 王梓軒 - 多得你（監）[註 32]

2020年
- 糖　妹 - 種子（監）

2021年
- 梁詠琪 - 迷惘（監）
- 梁詠琪 - 初戀（監）
- 梁詠琪 - 秋色（監）
- 梁詠琪 - 流金歲月（監）
- 梁詠琪 - 當世界無玫瑰（監）
- 戴晉揚 - 我唔算靚仔（監）
- 戴晉揚 - 別說如果（監）

2022年
- 香港醫樂人 - 不要放棄 Never Give Up（監）
- 群　星 《2022北京冬季奧運會》主題曲 - 一起向未來 香港版（監）
- 教育局聯同香港特殊學校議會及香港教育大學合辦 - 讓愛閃亮 「讓愛閃亮2022」主題曲（曲）

2023年
- 糖　妹 - 明天地圖（監）
- 香港防癌會60周年主題曲 - 走出新足印 (監)

2024年
- JW、鍾柔美、詹天文 - Proud To Be A Woman（曲、監）
- 汪明荃 - Make My Day（監）
- 李玟 - Always On My Mind（監）[註 33]
- 李玟 - 你怎麼捨得我難過（監）[註 33]
- 李玟 - 我真的受傷了（監）[註 33]
- 李玟 - 夜夜夜夜（編、監）[註 33]
- 李玟、李秋林、李思林 - 珍惜今天（監）[註 33]
- 李玟 - 疾風（監）[註 33]
- 李玟、李秋林 - 遇見（監）[註 33]
- 李玟、李思林 - 	If（監）[註 33]

## 電影配樂

### 電影配樂
| 年度 | 名稱           | 導演          | 備註 |
| ---- | -------------- | ------------- | --- |
| 1992 | 五個寂寞的心   | 陳果          | |
| 1994 | 金枝玉葉       | 陳可辛        | 第14届香港電影金像獎最佳原創電影音樂 (提名)                                                                               |
| 1995 | 山水有相逢     | 馬偉豪        | 僅参與音樂製作 |
| 1996 | 甜蜜蜜         | 陳可辛        | 第16届香港電影金像獎最佳原創電影音樂 (獲獎)                                                                               |
| 1996 | 色情男女       | 爾冬陞 羅志良 | 第16届香港電影金像獎最佳原創電影音樂 (提名)                                                                               |
| 1996 | 嫲嫲帆帆       | 陳可辛        | 第16届香港電影金像獎最佳原創電影音樂 (提名)                                                                               |
| 1996 | 金枝玉葉2      | 陳可辛        | |
| 1998 | 安娜瑪德蓮娜   | 奚仲文        | 第18届香港電影金像獎最佳原創電影音樂 (提名) 第35届台灣金馬獎最佳原創電影音樂 (提名)                                       |
| 1998 | 玻璃之城       | 張婉婷        | 第18届香港電影金像獎最佳原創電影音樂 (提名) 第35届台灣金馬獎最佳原創電影音樂 (提名) 第1届亞洲影評人協會獎 最佳配樂 (獲獎) |
| 1999 | 千言萬語       | 許鞍華        | 第36届台灣金馬獎最佳原創電影音樂 (提名)                                                                                   |
| 1999 | 半枝煙         | 葉錦鴻        | |
| 2000 | 孤男寡女       | 杜琪峯 韋家輝 | 僅為主題曲《感情線上》編曲、監製 第20届香港電影金像獎最佳原創電影歌曲 (提名)                                              |
| 2000 | 小親親         | 奚仲文        | |
| 2000 | 十二夜         | 林愛華        | |
| 2000 | 月亮的秘密     | 趙良駿        | |
| 2001 | 絕世好Bra      | 梁柏堅 陳慶嘉 | 兼為主題曲《貼心》作曲、監製                                                                                              |
| 2001 | 野獸之瞳       | 梁柏堅        | 兼為主題曲《承受》作曲、編曲、監製                                                                                        |
|      | 戀情告急       |               | |
| 2002 | 絕世好B        | 梁柏堅 陳慶嘉 | |
| 2002 | 無限復活       | 劉鎮偉        | |
| 2002 | 我老婆唔夠秤   | 阮世生        | |
| 2003 | 戀上你的床     | 梁柏堅 陳慶嘉 | |
| 2003 | Miss 杜十娘    | 杜國威        | 兼為主題曲《萬花樓》作曲、監製 兼為插曲《情是江前月》作曲、監製                                                           |
| 2004 | 戀情告急       | 陳慶嘉 林超賢 | |
| 2007 | 生日快樂       | 馬楚成        | |
| 2007 | 男才女貌       | 馬楚成        | |
| 2007 | 戲王之王       | 梁柏堅 陳慶嘉 | 兼為主題曲《全民學戲》作曲、監製                                                                                          |
| 2007 | 安娜與安娜     | 林愛華        | |
| 2008 | 內衣少女       | 陳慶嘉 秦小珍 | |
| 2008 | 武俠梁祝       | 馬楚成        | 兼為主題曲《心跳如歌》作曲、監製                                                                                          |
| 2009 | 撲克王         | 陳慶嘉 秦小珍 | |
| 2010 | 人間喜劇       | 陳慶嘉 秦小珍 | |
| 2010 | 翡翠明珠       | 秦小珍        | |
| 2011 | 最強囍事       | 陳慶嘉 秦小珍 | |
| 2011 | 開心魔法       | 葉偉信        | |
| 2011 | 倾城之泪       | 黃真真        | |
| 2012 | 八星抱喜       | 陳慶嘉 秦小珍 | |
| 2012 | 新天生一對     | 朱延平        | |
| 2013 | 瑪德2號        | 朱家麟        | |
| 2014 | 激浪青春       | 梁柏堅        | |
| 2015 | 十月初五的月光 | 葉念琛        | |
| 2021 | 梅艷芳         | 梁樂民        | 第40届香港電影金像獎最佳原創電影音樂 (提名)                                                                               |
| 2024 | 武替道         | 梁冠堯 梁冠舜 | |

## 電視劇集配樂
- 《珠光寶氣》

## 演唱會音樂總監
趙增熹曾擔任以下歌手演唱會的音樂總監：(包括但不限於)
- 玉置浩二
- 劉德華
- 王　菲
- 梅艷芳
- 林憶蓮
- 李克勤
- 容祖兒
- 鄭秀文
- 葉蒨文
- 林子祥
- 陳潔儀
- 張信哲
- 郭富城
- 張學友
- 梁詠琪
- 李　玟
- 陳慧琳
- F4
- 莫文蔚
- 黃凱芹
- 黎瑞恩
- 許志安
- 鄭少秋
- 杜麗莎
- 劉美君
- 彭　羚
- Swing
- 葉德嫻
- 倫永亮
- 汪明荃

## 唱片監製
趙增熹曾擔任以下歌手的唱片監製：(包括但不限於)
- 梅艷芳
- 林憶蓮
- 劉德華
- 李克勤
- 梁詠琪
- 梁漢文
- 陳慧琳
- 張栢芝
- 楊千嬅
- 陳小春
- 李　玟
- 關心妍
- 文恩澄
- 王梓軒

## 電影配音/配唱作品
配音
- 《四眼雞丁》- 有待確認
- 《魔幻王國：獅子·女巫·魔衣櫥》 - 有待確認
- 《反斗車王》 - 阿佳
- 《羅拔神奇家族》- 細奀
- 《五星級大鼠》- 吉特
- 《太空奇兵·威E》 - WALL-E
- 《反斗車王3》 - 保霸維關候

配唱
- 《魔法奇緣》電影歌曲《越愛越講》[註 34]

## 外部連結
- 趙增熹的Facebook專頁
- 趙增熹的新浪微博
- 趙增熹在香港影庫上的簡介
- 趙增熹在互联网电影资料库（IMDb）上的資料（英文）